# Loughborough
Loughborough är en universitetsstad i Leicestershire i England i Storbritannien och hade 57 600 invånare år 2004. Bland de större arbetsplatserna i staden finns universitetet, Astra Zeneca och 3M. Loughborough University har cirka 14 000 studenter. Flera kända friidrottare som Paula Radcliffe, Sebastian Coe och Steve Backley har tagit examen vid universitetet. Det är den administrativa huvudorten i distriktet Borough of Charnwood.
Staden nämndes i Domedagsboken (Domesday Book) år 1086, och kallades då Ledecestre.

## Vänorter
- Épinal, Frankrike
- Gembloux, Belgien
- Schwäbisch Hall, Tyskland
- Zamość, Polen